# Pachyderme
Pachyderme é um filme de animação em curta-metragem francês de 2022 dirigido por Stéphanie Clément.

## Enredo
Uma jovem se lembra das férias com os avós. A história é contada em animações concisas, semelhantes a contos de fadas, baseadas em livros infantis, que criam de forma ambígua e sutil uma atmosfera misteriosa. O filme mostra o quarto assustador da garota onde ela tenta matar "monstros" em vez de contar ovelhas. O caminho até lá é indicado pela presa de um paquiderme. Um dia ela se pica com um anzol e seu avô lhe dá o "beijo de cura". Não doeria mais, mas ela sentiria o cheiro da saliva do avô o dia todo. Ele tira as rodinhas da bicicleta e a leva até um lago onde uma mulher já se afogou. À noite ele a levava para a floresta, onde ela tinha que ficar bem quieta para ouvir os animais da floresta. Um dia ele entra no quarto dela e ela tenta se unir ao papel de parede. A avó atua como cúmplice, enfatizando repetidamente que seus quartos são seguros.

## Produção
Stéphanie Clément e o roteirista Marc Rius vêm de Provença. Ambos queriam trabalhar juntos no tema do incesto e tentaram filmar para o filme várias estratégias de enfrentamento psicológico, como dissociação e repressão. Como local escolheram o afastamento do sul da França, que eles próprios conheciam. Eles também adaptaram o esquema de cores do filme para isso. Eles usaram imagens e símbolos oníricos para o assunto difícil, para evocar sentimentos diferentes no espectador.

## Lançamento
O filme estreou em 24 de abril de 2022 no Festival National du Film d'animation de Rennes. Foi transmitido na Alemanha e na França em 12 de junho de 2022 no canal de televisão arte.

## Prêmios e indicações
| Premiação | Data de cerimônia   | Categoria                         | Recipiente(s)     | Resultado | Ref.  |
| --------- | ------------------- | --------------------------------- | ----------------- | --------- | ----- |
| Oscar     | 10 de março de 2024 | Melhor curta-metragem de animação | Stéphanie Clément | Pendente  | [ 4 ] |